# Dendranthema
Dendranthema là một chi thực vật có hoa trong họ Cúc (Asteraceae).

## Loài
Chi Dendranthema gồm các loài: